# Cabinet Rutte III
Pour les articles homonymes, voir Cabinet Rutte.
 (septembre 2023).
Si vous disposez d'ouvrages ou d'articles de référence ou si vous connaissez des sites web de qualité traitant du thème abordé ici, merci de compléter l'article en donnant les références utiles à sa vérifiabilité et en les liant à la section « Notes et références ».
Royaume des Pays-Bas
Rutte II Rutte IV
Le cabinet Rutte III (en néerlandais : Kabinet-Rutte III) est le gouvernement du royaume des Pays-Bas entre le 26 octobre 2017 et le 10 janvier 2022, sous la XXXVIIe législature de la Seconde Chambre des États généraux. Il présente sa démission au roi Willem-Alexander le 15 janvier 2021.

## Historique du mandat
Dirigé par le Premier ministre libéral-démocrate sortant Mark Rutte, le cabinet est soutenu par une coalition entre le Parti populaire pour la liberté et la démocratie (VVD), l'Appel chrétien-démocrate (CDA), les Démocrates 66 (D66) et l'Union chrétienne (CU), qui disposent ensemble de 76 représentants sur 150 à la Seconde Chambre des États généraux, soit 50,67 % des sièges. Il est formé à la suite des élections législatives du 15 mars 2017 et succède au cabinet Rutte II, constitué d'une coalition entre le VVD et le Parti travailliste (PvdA). Il s'agit de la première fois que cette coalition de partis est formée.

### Formation
Au cours du scrutin, le PvdA s'effondre à son plus bas historique et la majorité sortante ne peut être reconduite. Le 16 mars, la ministre de la Santé Edith Schippers est désignée « éclaireure » (en néerlandais : verkenner) avec pour mission de dégager une esquisse de majorité. Elle rend son rapport préconisant une alliance entre le VVD, le CDA, les D66 et la Gauche verte (GL) et se trouve désignée « informatrice » le 28 mars. Elle rend sa mission le 15 mai, constatant que les désaccords sont trop importants sur la question de l'immigration. Reconduite deux jours plus tard, elle conclut le 22 mai que la seule majorité envisageable consisterait à substituer la CU à la GL. 
La Seconde Chambre désigne le ministre d'État travailliste Herman Tjeenk Willink (en) nouvel informateur le 29 mai et celui-ci se concentre sur la formation d'un cabinet majoritaire. Il veut alors discuter avec les libéraux, les sociaux-libéraux, les chrétiens-démocrates, les écologistes et les calvinistes conservateurs, mais les D66 maintiennent leur refus de négocier avec la CU. Le 27 juin, l'informateur rend son rapport dans lequel il estime pourtant que seule une majorité entre le Parti populaire pour la liberté et la démocratie, les Démocrates 66, l'Appel chrétien-démocrate et l'Union chrétienne est possible. Il recommande d'être remplacé par Gerrit Zalm, figure libérale et ancien ministre.
Ce dernier reprend la mission d'information dès le lendemain. Il parvient à la conclusion d'un accord de majorité le 9 octobre 2017, 208 jours après la tenue du scrutin parlementaire. Trois jours plus tard, Mark Rutte est désigné « formateur » et entreprend de constituer son équipe. Il annonce la composition de son troisième cabinet 12 jours après, le 21 octobre : une équipe de 16 ministres, dont six femmes, trois vice-Premiers ministres et quatre ministres sans portefeuille. Hormis Rutte, aucun ministre n'est reconduit. L'assermentation prend place le 26 octobre, étant la première patronnée par le roi Willem-Alexander depuis son intronisation. Ce délai de 228 jours séparant la tenue du scrutin de la prise de fonction est le plus long depuis la fin de la Seconde Guerre mondiale, surpassant le premier cabinet de Dries van Agt.
Le ministre des Soins médicaux Bruno Bruins démissionne le 19 mars 2020, épuisé par la gestion de la pandémie de Covid-19. Il est remplacé le lendemain par Martin van Rijn (en), secrétaire d'État au ministère de la Santé, du Bien-être et des Sports sous le précédent gouvernement. Jusqu'alors membre du Parti travailliste, Van Rijn indique qu'il sera ministre sans étiquette pour trois mois reconductibles, se rendant disponible dans l'intérêt national. Le 9 juillet 2020, Tamara van Ark, membre du VVD, reprend sa tâche.

### Succession
Le cabinet annonce remettre sa démission au roi le 15 janvier 2021, après qu'un rapport parlementaire met en lumière que la politique de lutte contre la fraude aux allocations familiales avait conduit à retirer l'aide sociale de manière indue à de nombreuses familles, identifiées comme fraudeuses à tort. Le roi accepte la démission du cabinet et lui demande d'expédier les affaires courantes.

## Composition

### Initiale (26 octobre 2017)
- Les nouveaux ministres sont indiqués en gras, ceux ayant changé d'attributions en italique.

| Fonction                                                                                     | Titulaire | Titulaire                            | Parti |
| -------------------------------------------------------------------------------------------- | --------- | ------------------------------------ | ----- |
| Premier ministre Ministre des Affaires générales                                             |           | Mark Rutte                           | VVD   |
| Vice-Premier ministre Ministre de la Santé, du Bien-être et des Sports                       |           | Hugo de Jonge                        | CDA   |
| Vice-Première ministre Ministre des Affaires intérieures et des Relations au sein du Royaume |           | Kajsa Ollongren                      | D66   |
| Vice-Première ministre Ministre de l'Agriculture, de la Nature et de la Qualité alimentaire  |           | Carola Schouten                      | CU    |
| Ministre des Affaires étrangères                                                             |           | Halbe Zijlstra (jusqu'au 13/02/2018) | VVD   |
| Ministre des Affaires étrangères                                                             |           | Sigrid Kaag (par intérim)            | D66   |
| Ministre des Affaires étrangères                                                             |           | Stef Blok (à partir du 07/03/2018)   | VVD   |
| Ministre du Commerce extérieur et de la Coopération pour le développement                    |           | Sigrid Kaag                          | D66   |
| Ministre de la Justice et de la Sécurité                                                     |           | Ferdinand Grapperhaus                | CDA   |
| Ministre de la Protection juridique                                                          |           | Sander Dekker                        | VVD   |
| Ministre de l'Éducation, de la Culture et de la Science                                      |           | Ingrid van Engelshoven               | D66   |
| Ministre de l'Enseignement primaire et secondaire et des Médias                              |           | Arie Slob                            | CU    |
| Ministre des Finances                                                                        |           | Wopke Hoekstra                       | CDA   |
| Ministre de la Défense                                                                       |           | Ank Bijleveld                        | CDA   |
| Ministre des Infrastructures et des Eaux                                                     |           | Cora van Nieuwenhuizen               | VVD   |
| Ministre des Affaires économiques et du Climat                                               |           | Eric Wiebes                          | VVD   |
| Ministre des Affaires sociales et de l'Emploi                                                |           | Wouter Koolmees                      | D66   |
| Ministre des Soins médicaux                                                                  |           | Bruno Bruins                         | VVD   |

### Remaniement du1ernovembre2019
- Par rapport à la composition précédente, les nouveaux ministres sont indiqués en gras, ceux ayant changé d'attributions en italique.

| Fonction                                                                                    | Titulaire | Titulaire                                | Parti |
| ------------------------------------------------------------------------------------------- | --------- | ---------------------------------------- | ----- |
| Premier ministre Ministre des Affaires générales                                            |           | Mark Rutte                               | VVD   |
| Vice-Premier ministre Ministre de la Santé, du Bien-être et des Sports                      |           | Hugo de Jonge                            | CDA   |
| Vice-Premier ministre Ministre des Affaires sociales et de l'Emploi                         |           | Wouter Koolmees                          | D66   |
| Vice-Première ministre Ministre de l'Agriculture, de la Nature et de la Qualité alimentaire |           | Carola Schouten                          | CU    |
| Ministre des Affaires intérieures et des Relations au sein du Royaume                       |           | Raymond Knops                            | CDA   |
| Ministre des Affaires étrangères                                                            |           | Stef Blok                                | VVD   |
| Ministre du Commerce extérieur et de la Coopération pour le développement                   |           | Sigrid Kaag                              | D66   |
| Ministre de la Justice et de la Sécurité                                                    |           | Ferdinand Grapperhaus                    | CDA   |
| Ministre de la Protection juridique                                                         |           | Sander Dekker                            | VVD   |
| Ministre de l'Éducation, de la Culture et de la Science                                     |           | Ingrid van Engelshoven                   | D66   |
| Ministre de l'Enseignement primaire et secondaire et des Médias                             |           | Arie Slob                                | CU    |
| Ministre des Finances                                                                       |           | Wopke Hoekstra                           | CDA   |
| Ministre de la Défense Ministre pour les Services de renseignement                          |           | Ank Bijleveld                            | CDA   |
| Ministre des Infrastructures et des Eaux                                                    |           | Cora van Nieuwenhuizen                   | VVD   |
| Ministre de l'Environnement et du Logement                                                  |           | Stientje van Veldhoven                   | D66   |
| Ministre des Affaires économiques et du Climat                                              |           | Eric Wiebes                              | VVD   |
| Ministre des Soins médicaux                                                                 |           | Bruno Bruins (jusqu'au 19/03/2020)       | VVD   |
| Ministre des Soins médicaux                                                                 |           | Martin van Rijn (à partir du 20/03/2020) | Sans  |

### Remaniement du 14 avril 2020
- Par rapport à la composition précédente, les nouveaux ministres sont indiqués en gras, ceux ayant changé d'attributions en italique.

| Fonction                                                                                    | Titulaire | Titulaire | Parti |
| ------------------------------------------------------------------------------------------- | --------- | --- | ----- |
| Premier ministre Ministre des Affaires générales                                            |           | Mark Rutte | VVD   |
| Vice-Premier ministre Ministre de la Santé, du Bien-être et des Sports                      |           | Hugo de Jonge | CDA   |
| Vice-Premier ministre                                                                       |           | Wouter Koolmees (jusqu'au 14/05/2020) Kajsa Ollongren                                                                     | D66   |
| Vice-Première ministre Ministre de l'Agriculture, de la Nature et de la Qualité alimentaire |           | Carola Schouten | CU    |
| Ministre des Affaires intérieures et des Relations au sein du Royaume                       |           | Kajsa Ollongren | D66   |
| Ministre des Affaires étrangères                                                            |           | Stef Blok (jusqu'au 09/07/2021)                                                                                           | VVD   |
| Ministre des Affaires étrangères                                                            |           | Sigrid Kaag (jusqu'au 17/09/2021) Tom de Bruijn (par intérim)                                                             | D66   |
| Ministre du Commerce extérieur et de la Coopération pour le développement                   |           | Sigrid Kaag (jusqu'au 10/08/2021) Tom de Bruijn                                                                           | D66   |
| Ministre de la Justice et de la Sécurité                                                    |           | Ferdinand Grapperhaus | CDA   |
| Ministre de la Protection juridique                                                         |           | Sander Dekker | VVD   |
| Ministre de l'Éducation, de la Culture et de la Science                                     |           | Ingrid van Engelshoven | D66   |
| Ministre de l'Enseignement primaire et secondaire et des Médias                             |           | Arie Slob | CU    |
| Ministre des Finances                                                                       |           | Wopke Hoekstra | CDA   |
| Ministre de la Défense                                                                      |           | Ank Bijleveld (jusqu'au 17/09/2021) Ferdinand Grapperhaus (par intérim)                                                   | CDA   |
| Ministre des Infrastructures et des Eaux                                                    |           | Cora van Nieuwenhuizen (jusqu'au 31/08/2021) Barbara Visser                                                               | VVD   |
| Ministre des Affaires économiques et du Climat                                              |           | Eric Wiebes (jusqu'au 15/01/2021) Cora van Nieuwenhuizen (par intérim) Bas van 't Wout (du 20/01 au 09/07/2021) Stef Blok | VVD   |
| Ministre des Affaires sociales et de l'Emploi                                               |           | Wouter Koolmees | D66   |
| Ministre des Soins médicaux                                                                 |           | Martin van Rijn (jusqu'au 09/07/2020)                                                                                     | Sans  |
| Ministre des Soins médicaux                                                                 |           | Tamara van Ark (jusqu'au 03/09/2021)                                                                                      | VVD   |

### Remaniement du 24 septembre 2021
- Par rapport à la composition précédente, les nouveaux ministres sont indiqués en gras, ceux ayant changé d'attributions en italique.

| Fonction                                                                                    | Titulaire | Titulaire              | Parti |
| ------------------------------------------------------------------------------------------- | --------- | ---------------------- | ----- |
| Premier ministre Ministre des Affaires générales                                            |           | Mark Rutte             | VVD   |
| Vice-Premier ministre Ministre de la Santé, du Bien-être et des Sports                      |           | Hugo de Jonge          | CDA   |
| Vice-Premier ministre Ministre des Affaires intérieures et des Relations au sein du Royaume |           | Kajsa Ollongren        | D66   |
| Vice-Première ministre Ministre de l'Agriculture, de la Nature et de la Qualité alimentaire |           | Carola Schouten        | CU    |
| Ministre des Affaires sociales et de l'Emploi                                               |           | Wouter Koolmees        | D66   |
| Ministre des Affaires étrangères                                                            |           | Ben Knapen             | CDA   |
| Ministre du Commerce extérieur et de la Coopération pour le développement                   |           | Tom de Bruijn          | D66   |
| Ministre de la Justice et de la Sécurité                                                    |           | Ferdinand Grapperhaus  | CDA   |
| Ministre de la Protection juridique                                                         |           | Sander Dekker          | VVD   |
| Ministre de l'Éducation, de la Culture et de la Science                                     |           | Ingrid van Engelshoven | D66   |
| Ministre de l'Enseignement primaire et secondaire et des Médias                             |           | Arie Slob              | CU    |
| Ministre des Finances                                                                       |           | Wopke Hoekstra         | CDA   |
| Ministre de la Défense                                                                      |           | Henk Kamp              | VVD   |
| Ministre des Infrastructures et des Eaux                                                    |           | Barbara Visser         | VVD   |
| Ministre des Affaires économiques et du Climat                                              |           | Stef Blok              | VVD   |